# Pelina abdominalis
Pelina abdominalis är en tvåvingeart som beskrevs av Canzoneri och Giuseppe Giovanni Antonio Meneghini 1969. Pelina abdominalis ingår i släktet Pelina och familjen vattenflugor.
Artens utbredningsområde är Rwanda. Inga underarter finns listade i Catalogue of Life.